# Pseudalosterna elegantula
Pseudalosterna elegantula är en skalbaggsart som först beskrevs av Ernst Gustav Kraatz 1879.  Pseudalosterna elegantula ingår i släktet Pseudalosterna och familjen långhorningar. Inga underarter finns listade i Catalogue of Life.